# Кристиана Шарлота фон Вюртемберг-Винентал
Кристиана Шарлота фон Вюртемберг-Винентал (на немски: Christiane Charlotte von Württemberg-Winnental; * 20 август 1694, Кирххайм унтер Тек; † 25 декември 1729, Ансбах) е принцеса от Вюртемберг-Винентал и чрез женитба маркграфиня на франкското Княжество Ансбах от 1709 до 7 януари 1723 г. и регентка от 1723 до 1729 г.

## Произход
Тя е дъщеря на херцог Фридрих Карл фон Вюртемберг-Винентал (1652 – 1698) и Елеонора Юлиана фон Бранденбург-Ансбах (1663 – 1724), дъщеря на маркграф Албрехт II фон Бранденбург-Ансбах. Най-големият ѝ брат е Карл Александер (1684 – 1737), херцог на Вюртемберг.

## Фамилия
Кристиана Шарлота се омъжва на 28 август 1709 г. в Щутгарт за първия си братовчед маркграф Вилхелм Фридрих фон Бранденбург-Ансбах (1686 – 1723) от фамилията Хоенцолерн. След смъртта на нейния съпруг тя е регент на княжеството от 1723 до 1729 г. Те имат децата:
- Карл Вилхелм Фридрих (1712 – 1757), маркграф на Бранденбург-Ансбах, женен на 30 май 1729 г. в Берлин за принцеса Фридерика Луиза Пруска (1714 – 1784)
- Елеонора (1713 – 1714)
- Фридрих Карл (1715 – 1716)